# David Brinkley
David Brinkley (ur. 10 lipca 1920 w Wilmington, Karolina Północna, zm. 11 czerwca 2003 w Houston, Teksas) – amerykański spiker telewizyjny pracujący dla NBC, a potem (od 1981 roku) ABC. Jego kariera trwała od 1951 do 1997 roku.
Zaczynał w prasie i radiu, został pierwszym korespondentem NBC News w Białym Domu. W latach 1956–70 współprowadził popularny program informacyjny The Huntley-Brinkley Report wraz z Chetem Huntleyem, a w latach 1970-71 i 1976-9 NBC Nightly News. W latach 1981–96 był gospodarzem cenionego niedzielnego programu This Week with David Brinkley.
Zdobył 10 nagród Emmy i 3 Nagrody Peabody'ego. W 1992 roku prezydent Bush uhonorował go Medalem Wolności.

## Książki
- 1988 – Washington Goes to War (ISBN 0-345-40730-X / ISBN 978-0-345-40730-6)
- 1995 – David Brinkley: 11 Presidents, 4 Wars, 22 Political Conventions, 1 Moon Landing, 3 Assassinations, 2,000 Weeks of News and Other Stuff on Television and 18 Years of Growing Up in North Carolina (ISBN 0-345-37402-9).
- 1996 – Everyone Is Entitled to My Opinion (ISBN 978-0-679-45071-9)

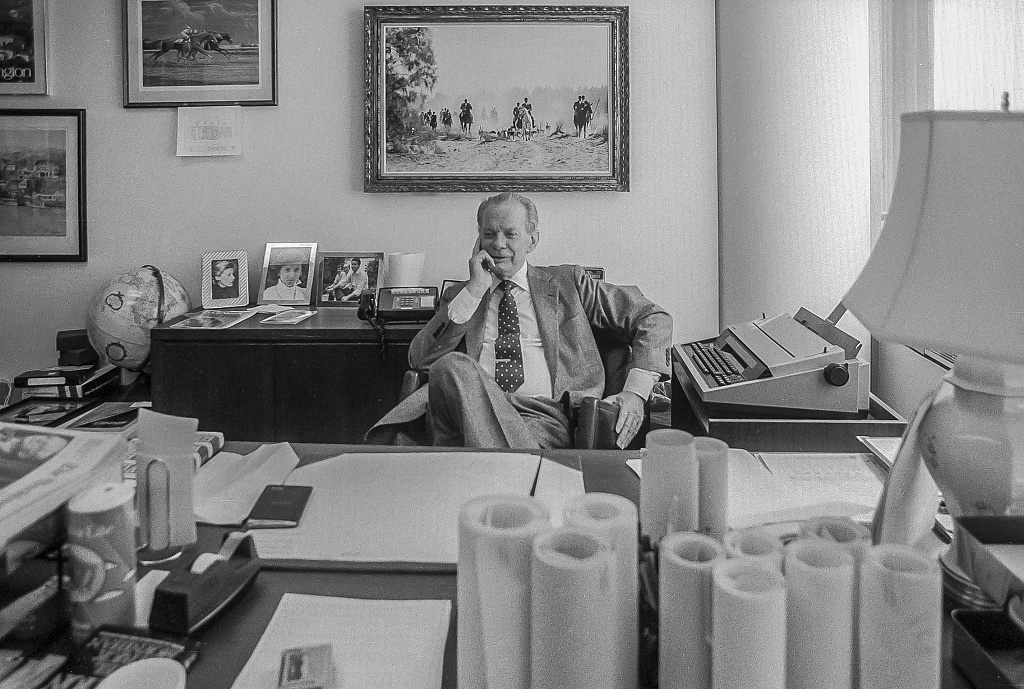
David Brinkley w swoim gabinecie w stacji ABC.